# Mimomyia flavopicta
Mimomyia flavopicta är en tvåvingeart som först beskrevs av Edwards 1936.  Mimomyia flavopicta ingår i släktet Mimomyia och familjen stickmyggor. Inga underarter finns listade i Catalogue of Life.